# يو وان
يو وان (1937-1988) (بالإنجليزية: Yu Wan)‏ هو عالم نبات صيني. وهو من العلماء الذين حافظوا على اتصالات مع حدائق كيو.

## من النباتات التي وصفها
- دريقة حجرية (الاسم العلمي:Aspidistra saxicola)
- دريقة خطية الأوراق (الاسم العلمي:Aspidistra linearifolia)
- دريقة زورقية (الاسم العلمي:Aspidistra carinata)
- دريقة شبه دوارة (الاسم العلمي:Aspidistra subrotata)
- دريقة فطرية الشكل (الاسم العلمي:Aspidistra fungilliformis)